# フラッシュ (坂本真綾の曲)
「フラッシュ」は、日本の女性歌手、坂本真綾の楽曲。坂本が作詞、冨田恵一が作曲・編曲を担当している。

## 概要
本曲は、2019年10月1日に配信開始されたブシロード・モンスター・ラボ開発のスマートフォン向けゲーム『カードキャプターさくら クリアカード編 ハピネスメモリーズ』の主題歌に起用されており、坂本が『カードキャプターさくら』シリーズのタイアップを務めるのは、「プラチナ」「CLEAR」に続いて3度目となる。
本曲は当初、2018年9月21日開催の「東京ゲームショウ2018」にて発表され、同ゲームのプロモーションビデオに使用された。同日、坂本のラジオ番組「ビタミンM」内で初オンエアされた。ただし、フルバージョンが配信などでリリースされず、未発表となっていた。最初の発表から2年後、ついに坂本のアルバム『シングルコレクション+ アチコチ』に初収録された。
坂本は「やっぱり求められてしまう、キラキラ前向きな女の子像。別に、毎日いつもキラキラしてなくたって、瞬間的なきらめきだって、いいんじゃないか。心の底から湧いてくるような幸福感ってむしろ閃光のように消えてしまって、だからこそ捕まえたくて、心を射抜くものなんじゃないか。という気持ちで」と楽曲に込めた思いを語っている。

## クレジット
| 参加ミュージシャン - produce, instruments & treatments: 冨田恵一 - strings: 金原千恵子ストリングズ - backing vocals: 坂本真綾 | スタッフ - mixed by: 冨田恵一 - recording engineer: 高桑秋朝 (VICTOR STUDIO) |

## 収録作品
| 収録作品名                            | 発売日        | 備考                                                 |
| ------------------------------------- | ------------- | ---------------------------------------------------- |
| シングルコレクション+ アチコチ        | 2020年7月15日 |                                                      |
| 菫/言葉にできない（初回限定盤特典BD） | 2022年5月25日 | 「坂本真綾 Acoustic Live & Talk 2020」よりライブ映像 |